# ولینلور
ولینلور (به انگلیسی: Velinalloor) یک روستا در هند است که در شهرستان کولام واقع شده‌است.

## خصوصیات
ولینلور ۲۷٬۰۶۵ نفر جمعیت دارد.